# Z²
Z² – album studyjny Devin Townsend Project. Wydawnictwo ukazało się 28 października 2014 roku nakładem wytwórni muzycznych HevyDevy Records i InsideOut Music. W ramach promocji do pochodzących z albumu utworów „March of the Poozers” i „Deathray” zrealizowano tzw. "lyric videos".
Płyta dotarła do 73. miejsca listy Billboard 200 w Stanach Zjednoczonych sprzedając się w nakładzie 5,2 tys. egzemplarzy w przeciągu tygodnia od dnia premiery. Nagrania trafiły ponadto na listy przebojów w Holandii, Francji, Finlandii i Wielkiej Brytanii.
Na wydawnictwo składa się dwa niezależne albumy, szósta część Devin Townsend Project pt. Sky Blue oraz druga część „przygód” pozaziemskiej istoty o imieniu Ziltoid pt. Dark Matters.
W 2015 roku album otrzymał nagrodę kanadyjskiego przemysłu fonograficznego Juno w kategorii Metal/Hard Music Album of the Year.

## Lista utworów
Opracowano na podstawie materiału źródłowego.
| Sky Blue | Sky Blue            | Sky Blue       | Sky Blue       | Sky Blue |
| Nr       | Tytuł utworu        | Słowa          | Muzyka         | Długość  |
| -------- | ------------------- | -------------- | -------------- | -------- |
| 1.       | „Rejoice”           | Devin Townsend | Devin Townsend | 04:16    |
| 2.       | „Fallout”           | Devin Townsend | Devin Townsend | 04:30    |
| 3.       | „Midnight Sun”      | Devin Townsend | Devin Townsend | 04:58    |
| 4.       | „A New Reign”       | Devin Townsend | Devin Townsend | 04:52    |
| 5.       | „Universal Flame”   | Devin Townsend | Devin Townsend | 04:40    |
| 6.       | „Warrior”           | Devin Townsend | Devin Townsend | 03:31    |
| 7.       | „Sky Blue”          | Devin Townsend | Devin Townsend | 03:52    |
| 8.       | „Silent Militia”    | Devin Townsend | Devin Townsend | 04:28    |
| 9.       | „Rain City”         | Devin Townsend | Devin Townsend | 07:45    |
| 10.      | „Forever”           | Devin Townsend | Devin Townsend | 03:45    |
| 11.      | „Before We Die”     | Devin Townsend | Devin Townsend | 08:24    |
| 12.      | „The Ones Who Love” | Devin Townsend | Devin Townsend | 01:32    |
|          |                     |                |                | 56:33    |

| Dark Matters | Dark Matters           | Dark Matters                           | Dark Matters   | Dark Matters |
| Nr           | Tytuł utworu           | Słowa                                  | Muzyka         | Długość      |
| ------------ | ---------------------- | -------------------------------------- | -------------- | ------------ |
| 1.           | „Z²”                   | Devin Townsend                         | Devin Townsend | 03:59        |
| 2.           | „From Sleep Awake”     | Devin Townsend                         | Devin Townsend | 03:00        |
| 3.           | „Ziltoidian Empire”    | Devin Townsend                         | Devin Townsend | 06:25        |
| 4.           | „War Princess”         | Devin Townsend, Dominique Lenore Persi | Devin Townsend | 08:17        |
| 5.           | „Deathray”             | Devin Townsend                         | Devin Townsend | 04:43        |
| 6.           | „March of the Poozers” | Devin Townsend                         | Devin Townsend | 06:24        |
| 7.           | „Wandering Eye”        | Devin Townsend                         | Devin Townsend | 03:40        |
| 8.           | „Earth”                | Devin Townsend                         | Devin Townsend | 07:38        |
| 9.           | „Ziltoid Goes Home”    | Devin Townsend                         | Devin Townsend | 06:20        |
| 10.          | „Through the Wormhole” | Devin Townsend                         | Devin Townsend | 03:43        |
| 11.          | „Dimension Z”          | Devin Townsend                         | Devin Townsend | 06:13        |
|              |                        |                                        |                | 1:00:22      |

## Twórcy
Opracowano na podstawie materiału źródłowego.
| - Devin Townsend - gitara, instrumenty klawiszowe, miksowanie, produkcja muzyczna, programowanie, wokal - Dave Young - gitara, instrumenty klawiszowe - Mike St-Jean - instrumenty klawiszowe, programowanie - Morgan Ågren - perkusja, instrumenty perkusyjne - Ryan van Poederooyen - perkusja - Chris Devitt, Eric Severinson, Jazz-A-Fire, Maria Werner, Marina Bennett, Chris Jericho, Mark Cimino, Dominique Lenore Persi - głos - Jake Gable, Matt Emonson, Mike Young, Adrian Mottram - edycja cyfrowa - Anthony Clarkson, Anthony Clarkson - oprawa graficzna |  | - Tom Hawkins - zdjęcia - Brian Waddell - gitara basowa - Kat Epple - flet - Andy VanDette - mastering - Jason Van Poederooyen, Sheldon Zaharko - miksowanie - Bill Courage - narrator - Anneke van Giersbergen - wokal |

## Listy sprzedaży
| Lista                   | Kraj              | Pozycja |
| ----------------------- | ----------------- | ------- |
| Billboard 200           | Stany Zjednoczone | 73      |
| UK Albums Chart         | Wielka Brytania   | 46      |
| SNEP                    | Francja           | 101     |
| MegaCharts              | Holandia          | 64      |
| Oricon                  | Japonia           | 205     |
| Suomen virallinen lista | Finlandia         | 4       |
| Media Control Charts    | Niemcy            | 57      |